# لاک‌پشت سرخ
لاک‌پشت سرخ یا لاکپشت دریایی سرگنده (به انگلیسی: Loggerhead sea turtle) یک گونه لاک‌پشت دریایی است.
لاک‌پشت‌های سرخ غالباً تا ۳۶۰ کیلوگرم رشد می‌کنند و طول‌شان تا ۱٫۱ متر می‌رسد.
لاک‌پشت سرخ شناخته‌شده‌ترین گونه لاک‌پشت دریایی است و خزندهٔ ملی ایالت کارولینای جنوبی (ایالات متحده آمریکا) محسوب می‌شود، رنگی قرمز قهوه‌ای دارد و در حال‌حاضر از گونه‌های در حال انقراض است که ۹۰ هزار از آن باقی‌مانده است.
طول عمر این لاک‌پشت‌ها حتی از ۳۰ سال هم فراتر می‌رود و اغلب قادرند ۵۰ سالگی را هم پشت سر بگذارند، در محیط طبیعی بین ۳۰ تا ۶۲ سال عمر می‌کنند.
لاک‌پشت‌های سرخ گوشت‌خوار هستند و از نرم‌تنان، سخت‌پوستان، ماهیها، ماهیان ژله‌ای و سایر جانداران دریایی که اندازه‌ای کوچک تا متوسط داشته باشند تغذیه می‌کنند.
نکته قابل توجه اینکه فهرست غذایی‌شان با بالارفتن سن کمی تغییر می‌کند. برخلاف سایر لاک‌پشت‌های دریایی، لاک‌پشت سرخ در سواحلی غالباً خارج از مناطق استوایی، تخم‌گذاری می‌کنند.
ماده‌ها هر ۲ تا ۳ سال یک‌بار و گاهی حتی تا هر ۷ سال یک‌بار، حدود ۱۰۰ تا ۱۲۶ تخم می‌گذارند. بعد از ۴۶ تا ۸۰ روز لاک‌پشت‌های کوچک متولد می‌شوند که این اتفاق معمولاً شب‌هنگام رخ می‌دهد.